# Lamium
Lamium es un género de una treintena de especies aceptadas, de las más de 300 descritas de plantas de la familia Lamiaceae, de la que es el género tipo. Todas son herbáceas, nativas de Europa, Asia, y norte de África, y varias se han convertido en malezas de las tierras de cultivo, estando ampliamente naturalizadas en las regiones templadas del mundo. Reciben el nombre genérico común de ortiga muerta.
Incluye plantas anuales y perennes; y se multiplica ampliamente tanto por semilla como por rizoma, al ir creciendo por el terreno.

## Especies aceptadas
- Lamium album L.
- Lamium amplexicaule L.
- Lamium bifidum Cirillo
- Lamium caucasicum Grossh.
- Lamium chinense Benth.
- Lamium confertum Fr.
- Lamium eriocephalum Benth.
- Lamium flexuosum Ten.
- Lamium galactophyllum Boiss. & Reut.
- Lamium galeobdolon (L.) Crantz
- Lamium garganicum L.
- Lamium gilongensis H.W.Li
- Lamium glaberrimum (K.Koch) Taliev
- Lamium × holsaticum Prahl
- Lamium kwangtungense (C.Y.Wu) ined.
- Lamium macrodon Boiss. & A.Huet
- Lamium maculatum (L.) L.
- Lamium moschatum Mill.
- Lamium multifidum L.
- Lamium orientale (Fisch. & C.A.Mey.) E.H.L.Krause
- Lamium orvala L.
- Lamium purpureum L.
- Lamium szechuanense (C.Y.Wu) ined.
- Lamium taiwanense S.S.Ying
- Lamium tomentosum Willd.
- Lamium tschorochense A.P.Khokhr.
- Lamium vreemanii A.P.Khokhr.
- Lamium yangsoense (Y.Z.Sun) ined.

Lista completa de las especies y taxones infraespecficos descritos con sinónimos  en The Plant List
Algunos géneros estrechamente relacionados se han incluido formalmente en Lamium por algunos botánicos, incluyendo a Lamiastrum, Galeopsis, Leonurus.
Las especies de Lamium son alimento de larvas de algunas especies de mariposas, como Phlogophora meticulosa, Xestia c-nigrum y tres especies del género Coleophora: C. ballotella, C. lineolea y C. ochripennella.

## Cultivo
Aguantan heladas y crecen bien en la mayoría de los suelos. El color floral determina la estación de plantado, y sus requerimientos lumínicos: las especies blancas, purpúreas se plantan en primavera y prefieren pleno sol. Las amarillas, en otoño y aceptan y prefieren sombra. Tienen hábitos de especies invasivas. Se propagan de semilla o por división a comienzos de primavera.